# Amador de Tucci
Amador de Tucci fue un sacerdote y mártir católico nacido en Martos, Jaén (España). Fue ejecutado en Córdoba durante la Invasión musulmana de la península ibérica por proclamar y defender el nombre de Cristo bajo el poder islámico. Es el primer Santo de la Diócesis de Jaén y es el patrón de su ciudad natal, en cuyo honor se levantó la Iglesia Parroquial de San Amador y Santa Ana. En la actualidad , en su pueblo , se celebra una novena en su honor que comienza el día 26 de abril y finaliza el 4 de mayo , renovando el voto de alcalde perpetuo el 30 de abril , día de su martirio . El 5 de mayo , onomástica del Santo , se celebra por la mañana
la solemne eucaristía , y por la tarde se desarrolla la procesión por las calles de su barrio y pueblo.

## Historia
Amador fue hijo de padres cristianos a pesar de que en el siglo IX, Tucci (ahora Martos) estaba bajo el dominio del imperio árabe, conservaban la religión cristiana. Se desconoce el nombre de sus padres, aunque si se conoce que tuvo hermanos.
Siendo muy joven, Amador fue a Córdoba a estudiar, ciudad que entonces era la cabecera del Imperio Árabe, junto con sus padres y hermanos a Córdoba. Según unos escritos de Eulogio de Córdoba, Amador era un joven muy aplicado a los estudios, no sólo en literatura, sino en valores tales como prudencia y honestidad, por lo que atraído por la vida casta y al servicio de la iglesia, estudió y fue ordenado sacerdote.
En aquella época, reinaba en Córdoba Mahomad I, hijo de Abderramán II, gran enemigo y perseguidor de cristianos, del que heredó su odio hacia la Iglesia Mozárabe, a la cual perseguía. Con tan sólo decir algo en el nombre de Cristo, eran ejecutados. Amador, “encendido en deseo de martirio y celo de la religión” todo ello nacido de su ardiente amor a Cristo, se puso en contacto con dos amigos suyos cordobeses: el más íntimo, Luís, hermano de Pablo Diácono y pariente de Eulogio, y un monje cuyo nombre era Pedro.
Decidieron predicar el Evangelio, confesando públicamente el nombre de Jesús de Nazaret, negando de este modo toda credibilidad hacia Mahoma. Los prendieron, y se los llevaron con la orden de que fueran ejecutados a muerte con la mayor brevedad. Los tres jóvenes seguían firmes en sus convicciones religiosas, hasta el momento en el que fueron ejecutados.
La ejecución se llevó a cabo el 30 de abril del año 855, siendo sus cuerpos arrojados al río Guadalquivir para que fueran comidos por los peces. El cuerpo de Amador no apareció.